# Pitcairnia arcuata
Pitcairnia arcuata är en gräsväxtart som först beskrevs av Éduard-François André, och fick sitt nu gällande namn av Éduard-François André. Pitcairnia arcuata ingår i släktet Pitcairnia och familjen Bromeliaceae. Inga underarter finns listade i Catalogue of Life.